# در خیال
در خیال، عنوان آلبوم موسیقی با آهنگسازی مجید درخشانی و صدای محمدرضا شجریان است که در سال ۱۳۷۵ منتشر شد.
این آلبوم در دستگاه سه‌گاه و آواز بیات ترک بوده و اشعار این آلبوم از اشعار سعدی و مولوی می‌باشند. جواب آوازهای محمدرضا شجریان در این آلبوم را مجید درخشانی و عبدالنقی افشارنیا (تار و نی) در بخش سه‌گاه و بهداد بابایی (سه‌تار) در بخش بیات ترک انجام داده‌اند.

## نوازندگان
- مجید درخشانی: تار و بم‌تار
- درویش رضا منظمی:کمانچه
- عبدالنقی افشارنیا: نی
- بهداد بابایی: سه‌تار
- بیژن کامکار: دف
- پشنگ کامکار: سنتور
- ارسلان کامکار: بربط
- ارژنگ کامکار: تنبک

## قطعات
- قطعه رود
- ساز و آواز (غزل سعدی)
- چهارمضراب نغمه
- ساز و آواز (غزل سعدی)
- تصنیف دیده بی خواب (غزل سعدی)
- قطعه سرگشته
- قبلهٔ عشق
- چهارمضراب شکسته
- ساز و آواز (غزل سعدی)
- تصنیف در خیال (غزل مولوی)

## اشعار

### ترانهٔ یکم:خبرت خراب‌تر کرد جراحت جدایی
شعر از سعدی؛ مشخصات عروضی: بر وزن: فعلات فاعلاتن فعلات فاعلاتن؛ بحر: رمل مثمن مشکول

(جملهٔ اول درآمد سه گاه)

خبرت خراب‌تر کرد جراحت جدایی
چو خیال آب روشن که به تشنگان نمایی
(جملهٔ دوم درآمد سه گاه)

تو چه ارمغانی آری که به دوستان فرستی
چه از این به ارمغانی که تو خویشتن بیایی
(زابل)

بشدی و دل ببردی و به دست غم سپردی
شب و روز در خیالی و ندانمت کجایی
(مویه)

تو جفای خود بکردی و نه من نمی‌توانم
که جفا کنم ولیکن نه تو لایق جفایی
(مخالف، مخالف، برگشت به فرود)

چه کنند اگر تحمل نکنند زیردستان
تو هر آن ستم که خواهی بکنی که پادشاهی
(مخالف)

دل خویش را بگفتم چو تو دوست می‌گرفتم
نه عجب که خوبرویان بکنند بی‌وفایی
(مخالف)

سخنی که با تو دارم به نسیم صبح گفتم
دگری نمی‌شناسم تو ببر که آشنایی
(مخالف اشاره به مغلوب)

من از آن گذشتم ای یار که بشنوم نصیحت
برو ای فقیه و با ما مفروش پارسایی
(مخالف)

تو که گفته‌ای تأمل نکنم جمال خوبان
بکنی اگر چو سعدی نظری بیازمایی
(مویه فرود)

در چشم بامدادان به بهشت برگشودن
نه چنان لطیف باشد که به دوست برگشایی

### ترانهٔ دوم: برخیز تا یکسو نهیم این دلق ازرق‌فام را
شعر از سعدی؛ مشخصات عروضی: بر وزن: مستفعلن مستفعلن مستفعلن مستفعلن؛ بحر: رجز مثمن سالم

(درآمد بیات ترک)

برخیز تا یک سو نهیم این دَلق ازرق‌فام را
بر باد قلاشی دهیم این شرک تقوی نام را
(درآمد بیات ترک)

هر ساعت از نو قبله‌ای با بت‌پرستی می‌رود
توحید بر ما عرضه کن تا بشکنیم اصنام را
(گوشهٔ دوگاه، جامه دران)

می با جوانان خوردنم باری تمنا می‌کند
تا کودکان در پی فتند این پیر دردآشام را
(داد)

غافل مباش ار عاقلی دریاب اگر صاحب‌دلی
باشد که نتوان یافتن دیگر چنین ایام را
(ابول)

دلبندم آن پیمان‌گسل منظور چشم آرام دل
نی نی دلارامش مخوان کز دل ببرد آرام را
(شکسته)

دنیا و دین و صبر و عقل از من برفت اندر غمش
جایی که سلطان خیمه زد غوغا نماند عام را
(جامه دران)

باران اشکم می‌رود وز ابرم آتش می‌جهد
با پختگان گوی این سخن سوزش نباشد خام را
(داد فرود)

سعدی نصیحت نشنود ور جان در این ره می‌رود
صوفی گران‌جانی ببر ساقی بیار آن جام را